# Hisonotus notopagos
Hisonotus notopagos är en fiskart som beskrevs av Carvalho och Roberto Esser dos Reis 2011. Hisonotus notopagos ingår i släktet Hisonotus och familjen Loricariidae. Inga underarter finns listade i Catalogue of Life.